# Rachael Leigh Cook
Rachael Leigh Cook (Minneapolis, 4 ottobre 1979) è un'attrice statunitense.

## Biografia
Nata da Thomas H. Cook (un assistente sociale e comico dilettante) e da JoAnn "Jo-Jo" Gianelli (cuoca di origine italo-americana), Rachael studiò alla Laurel Springs School di Minneapolis, ed in seguito alla Minneapolis South High School. All'età di 10 anni iniziò a lavorare come modella per fotoromanzi, e comparendo in annunci pubblicitari nelle riviste della Target Corporation di Minneapolis. La marca più importante pubblicizzata in questo periodo fu la nota marca di biscotti per cani Milk-Bone.
All'età di 14 anni Rachael iniziò a studiare recitazione, e la sua agenzia per modelle la inviò a comparire in una breve pellicola dal titolo 26 Summer Street nel 1996. Divenne famosa al pubblico americano come testimonial della campagna pubblicitaria contro il fumo patrocinata dalla Partnership for a Drug-Free America del 1998 dal titolo This is Your Brain on Drugs. Il successo della campagna segnò il suo lancio nel cinema nella pellicola del 1995 Il club delle baby sitter nel ruolo di una baby-sitter tredicenne e basato sulla serie di romanzi di Ann M. Martin.
I suoi due ruoli significativi furono nel film del 1999 Kiss me e nel film del 2001 Josie and the Pussycats. Successivamente Cook è apparsa in diverse pellicole indipendenti e nella miniserie televisiva Into the West della DreamWorks di Steven Spielberg. Nel 2000 è comparsa come modella per la copertina della rivista per uomini FHM, per il numero di marzo/aprile. Nel 2002 è stata quotata al 26º posto nella classifica delle 102 donne più sexy del mondo dal magazine per uomini Stuff. 
La Cook ha anche dato la sua voce al personaggio di Tifa Lockhart per i videogiochi Action RPG Kingdom Hearts II, Dirge of Cerberus: Final Fantasy VII, Crisis Core: Final Fantasy VII e Dissidia 012 Final Fantasy, così come per la pellicola in computer grafica Final Fantasy VII: Advent Children, uscito in Giappone nel 2005 e in Europa nel 2006. Nel 2011 ha prestato la sua voce al personaggio di Jaesa Willsamm nel MMORPG sviluppato da BioWare, Star Wars: The Old Republic. Nel 2002 è comparsa nel videoclip del gruppo New Found Glory per il singolo Dressed to Kill. Nel 2008 ha partecipato ad un episodio della quarta stagione di Ghost Whisperer - Presenze.

## Vita privata
Nel 2004 si sposa con l'attore Daniel Gillies. Il 29 settembre 2013 diventano genitori di una bambina, Charlotte Easton Gillies. Nell'aprile 2015 nasce il secondo figlio, Theodore Vigo Sullivan Gillies. Nel giugno del 2019 Rachael e Daniel annunciano la separazione.

## Filmografia

### Cinema
- Il club delle baby sitter (The Baby-Sitter Club) regia di Melanie Mayron (1995)
- Le avventure di Tom Sawyer e Huck Finn (Tom and Huck) regia di Peter Hewitt (1995)
- 26 Summer Street, regia di Steve Erik Larson - cortometraggio (1996)
- A spasso col rapinatore (Carpool) regia di Arthur Hiller (1996)
- La casa del sì (The House of Yes) regia di Mark Waters (1997)
- The Eighteenth Angel, regia di William Bindley (1997)
- College femminile (Strike!), regia di Sara Kernochan (1998)
- Lo spezzaossa (The Naked Man) regia di J. Todd Anderson (1998)
- Kiss (Living Out Loud), regia di Richard LaGravenese (1998)
- The Hi-Line, regia di Ron Judkins (1999)
- Kiss Me (She's All That) regia di Robert Iscove (1999)
- Un amore, una vita, una svolta (The Bumblebee Flies Anyway) regia di Martin Duffy (1999)
- Sally, regia di David Goldsmith (2000)
- La vendetta di Carter (Get Carter) regia di Stephen Kay (2000)
- S.Y.N.A.P.S.E. - Pericolo in rete (Antitrust) regia di Peter Howitt (2001)
- Blow Dry, regia di Paddy Breathnach (2001)
- Texas Rangers, regia di Steve Miner (2001)
- Josie and the Pussycats (Josie and the Pussycats) regia di Harry Elfont (2001)
- Giovani assassini nati (Tangled) regia di Jay Lowi (2001)
- La grande sfida (29 Palms), regia di Leonardo Ricagni (2002)
- Bookies, regia di Mark Illsley (2003)
- BancoPaz (Scorched) regia di Gavin Grazer (2003)
- Big Empty - Tradimento fatale (The Big Empty), regia di Steve Anderson (2003)
- Ore 11:14 - Destino fatale (11:14) regia di Greg Marcks (2003)
- Tempo, regia di Eric Styles (2003)
- Stateside - Anime ribelli (Stateside), regia di Reverge Anselmo (2004)
- American Crime, regia di Dan Mintz (2004) - direct to video
- My First Wedding, regia di Laurent Firode (2006)
- Extrema - Al limite della vendetta (Descent), regia di Talia Lugacy (2007) - non accreditata
- All Hat, regia di Leonard Farlinger (2007)
- Nancy Drew, regia di Andrew Fleming (2007)
- Matters of Life and Death, regia di Joseph Mazzello - cortometraggio (2007)
- The Final Season, regia di David Mickey Evans (2007)
- Blonde Ambition - Una bionda a NY (Blonde Ambition), regia di Scott Marshall (2007)
- Fairy Tale Police, regia di Adam Green - cortometraggio (2008)
- The Lodger - Il pensionante (The Lodger), regia di David Ondaatje (2009)
- Bob Funk, regia di Craig Carlisle (2009)
- Falling Up, regia di David M. Rosenthal (2009)
- Vampire, regia di Shunji Iwai (2011)
- Questioni di famiglia (The Family Tree), regia di Vivi Friedman (2011)
- Broken Kingdom, regia di Daniel Gillies (2012)
- Red Sky, regia di Mario Van Peebles (2014)
- Love, Guaranteed, regia di Mark Steven Johnson (2020)
- Le mie regole dell’amore, regia di Gary Yates (2021)
- He's All That, regia di Mark Waters (2021)

### Televisione
- Una famiglia da salvare (Country Justice), regia di Graeme Campbell – film TV (1997)
- True Women - Oltre i confini del West (True Women), regia di Karen Arthur – film TV (1997)
- The Defenders: Payback, regia di Andy Wolk – film TV (1997)
- Oltre i limiti (The Outer Limits) – serie TV, episodio 4x09 (1998)
- Dawson's Creek – serie TV, episodi 2x13-2x17-2x18 (1999)
- Fearless – episodio pilota scartato (2004)
- Into the West – miniserie TV, parti 3-4-5 (2005)
- Las Vegas – serie TV, 5 episodi (2005)
- Psych – serie TV, 6 episodi (2008-2010)
- Ghost Whisperer - Presenze (Ghost Whisperer) – serie TV, episodio 4x02 (2008)
- Nevermind Nirvana – episodio pilota scartato (2010)
- A prova d'inganno (Stealing Paradise), regia di Tristan Dubois – film TV (2011)
- Il coraggio di una figlia (Left to Die), regia di Leon Ichaso – film TV (2012)
- Perception – serie TV, 39 episodi (2012-2015)
- A Christmas Tail, regia di Elias Underhill – film TV (2014)
- Un autunno molto speciale (Autumn in the Vineyard), regia di Scott Smith – film TV (2016)
- Un'estate molto speciale (Summer in the Vineyard), regia di Martin Wood – film TV (2017)
- Innamorarsi sul ghiaccio (Frozen in Love), regia di Scott Smith – film TV (2018)
- Un San Valentino molto speciale (Valentine in the Vineyard), regia di Terry Ingram – film TV (2019)
- Natale tra i monti Blue Ridge (A Blue Ridge Mountain Christmas), regia di David Winning – film TV (2019)
- Criminal Minds – serie TV, episodi 15x04-15x06 (2020)
- In tempo per Natale (Cross Country Christmas), regia di Catherine Cyran – film TV (2020)
- Guida turistica per innamorarsi (A Tourist's Guide to Love), regia di Steven K. Tsuchida – film TV (2023)

## Doppiatrici italiane
Nelle versioni in italiano delle opere in cui ha recitato, Rachael Leigh Cook è stata doppiata da:
- Perla Liberatori in A spasso col rapinatore, College femminile, The Lodger - Il pensionante, Natale tra i monti Blue Ridge, Criminal Minds, Un'estate molto speciale, Un autunno molto speciale, In tempo per Natale
- Rossella Acerbo in Il club delle baby sitter, S.Y.N.A.P.S.E. - Pericolo in rete (ridoppiaggio)
- Myriam Catania in Blow Dry, Josie and the Pussycats
- Francesca Manicone in True Women - Oltre i confini del West, Il coraggio di una figlia
- Laura Latini in Dawson's Creek, BancoPaz
- Francesca Fiorentini in Giovani assassini nati, A prova d'inganno
- Letizia Scifoni in Psych, Love, Guaranteed
- Ilaria Latini in Kiss Me, Guida turistica per innamorarsi
- Chiara Colizzi in La vendetta di Carter
- Barbara De Bortoli in S.Y.N.A.P.S.E. - Pericolo in rete
- Jolanda Granato in Big Empty - Tradimento fatale
- Connie Bismuto in Ore 11:14 - Destino fatale
- Emanuela Damasio in Stateside - Anime ribelli
- Alessia Amendola in Las Vegas
- Tiziana Avarista in Ghost Whisperer - Presenze
- Loretta Di Pisa in Red Sky
- Ilaria Stagni in Perception
- Stella Musy in Nancy Drew
- Eleonora Reti in He's all that